# Unterseeboot U-72 (1915)
Pour les autres navires du même nom, voir Unterseeboot 72.
L'Unterseeboot U-72 est l’un des 329 sous-marins de la Kaiserliche Marine pendant la Première Guerre mondiale. Il a été engagé dans la guerre au commerce lors de la première bataille de l'Atlantique.

## Conception
Les sous-marins de type UE I ont été précédés par les sous-marins de type U-66, plus longs. L'U-72 avait un déplacement de 755 t en surface et de 832 t en immersion. Il avait une longueur totale de 56,80 m et 46,66 m pour sa coque pressurisée, une largeur de 5,90 m, une hauteur de 8,25 m et un tirant d'eau de 4,86 m. Le sous-marin était propulsé par deux moteurs de 900 ch (660 kW) en surface, et deux moteurs de 900 chevaux (660 kW) en immersion. Il avait deux arbres d'hélice. Il était capable d’opérer à des profondeurs allant jusqu’à 50 m.
Le sous-marin avait une vitesse maximale de 10,6 nœuds (19,6 km/h) en surface et de 7,9 nœuds (14,6 km/h) en immersion. Il pouvait parcourir 7880 milles marins (14 590 km) à 7 nœuds (13 km/h) en surface et 83 milles marins (154 km) à 4 nœuds (7,4 km/h) en immersion. L'U-72 était équipé de deux tubes lance-torpilles de 50 cm (un à l’avant tribord et un à l’arrière tribord), de quatre torpilles et d’un canon de pont de 8,8 cm. Il avait un équipage de trente-deux personnes, vingt-huit hommes et quatre officiers.

## Historique des services
L'U-72 quitta le dock de AG Vulcan à Hambourg en mars 1916, rejoignit l’école de Kiel et entra pour la première fois en mer du Nord le 11 avril 1916. Il fut rattaché à la 1re demi-flottille, sous le commandement du Kapitänleutnant Krafft.
Du 15 au 21 avril 1916, il patrouille en mer du Nord. Il est de retour avec des dommages. Du 23 avril au 2 mai 1916, il est à nouveau en mer du Nord. Du 21 juin au 4 juillet 1916, il navigue vers le nord et pose des mines au large du cap Wrath. Du 20 août au 15 septembre 1916, il quitte la mer du Nord pour se rendre en Méditerranée. Il pose des mines au large de Lisbonne, d’Oran et du Cap Blanc. En arrivant à Cattaro, il rejoint la flottille de Pola-Cattaro. On sait peu de choses des opérations de l'U-72 en Méditerranée après son arrivée en septembre 1916.
Lors d’une patrouille de mi-février au 6 mars 1917, il coula quatre navires à vapeur et arraisonna le navire-hôpital britannique Dunluce Castle. Il endommagea le SS Megantic et fut attaqué sans succès par des chalutiers armés. À l’exception de la patrouille mentionnée ci-dessus, l'U-72 a été signalé comme n’ayant plus navigué après janvier 1917. En effet, de tous les mouilleurs de mines de sa classe allant de l'U-71 à l'U-80, seul l'U-80 n’était pas continuellement en réparation dans les chantiers navals. À la fin octobre 1918, l'U-72 explosa lors de l’évacuation de Cattaro.

## Affectations
- Flottille I : du 11 avril au 17 septembre 1916.
- Flottille de Pola / Mittelmeer / Mittelmeer II : du 17 septembre 1916 au 1er novembre 1918.

## Commandants
- Kapitänleutnant Ernst Krafft[4] : du 28 janvier 1916 au 17 juillet 1917
- Kapitänleutnant Johannes Feldkirchner[5] : du 18 juillet au 5 novembre 1917
- Oberleutnant zur See der Reserve Erich Schulze[6] : du 6 novembre au 31 décembre 1917
- Oberleutnant zur See der Reserve Hermann Bohm[7] : du 1er janvier au 31 octobre 1918

## Navires coulés
| Date             | Nom              | Nationalité    | Tonnage | Destin.   |
| ---------------- | ---------------- | -------------- | ------- | --------- |
| 7 septembre 1916 | Achaia           | United Kingdom | 2733    | Coulé     |
| 7 septembre 1916 | Hiso             | Norvège        | 1562    | Coulé     |
| 7 septembre 1916 | HMS Doreen       | Royal Navy     | 9       | Coulé     |
| 7 septembre 1916 | HMS Allegro      | Royal Navy     | 7       | Coulé     |
| 7 septembre 1916 | HMS Griffin      | Royal Navy     | 10      | Coulé     |
| 7 septembre 1916 | HMS Puffin       | Royal Navy     | Unknown | Endommagé |
| 19 novembre 1916 | Maria Di Pompei  | Italy          | 286     | Coulé     |
| 23 novembre 1916 | Margherita F.    | Italy          | 44      | Coulé     |
| 26 novembre 1916 | Christoforos     | Greece         | 3674    | Coulé     |
| 27 novembre 1916 | Salvatore Ciampa | Italy          | 1728    | Coulé     |
| 2 décembre 1916  | Palermo          | Italy          | 9203    | Coulé     |
| 11 décembre 1916 | Jeanne           | Italy          | 534     | Coulé     |
| 14 décembre 1916 | Caledonia        | United Kingdom | 7572    | Endommagé |
| 3 juin 1917      | Manin B.         | Italy          | 249     | Coulé     |
| 7 juin 1917      | Errington Court  | United Kingdom | 4461    | Endommagé |
| 8 juin 1917      | Cheltonian       | United Kingdom | 4426    | Coulé     |
| 8 juin 1917      | Felicina         | Italy          | 165     | Coulé     |
| 9 juin 1917      | Bravore          | Norvège        | 1650    | Coulé     |
| 9 juin 1917      | General Laurie   | United Kingdom | 238     | Coulé     |
| 9 juin 1917      | Montebello       | Italy          | 2603    | Coulé     |
| 13 juin 1917     | Santo            | Italy          | 622     | Coulé     |
| 13 juin 1917     | Biagio           | Italy          | 276     | Coulé     |
| 25 juin 1917     | Southern         | United Kingdom | 5694    | Endommagé |
| 7 juillet 1917   | Shigizan Maru    | Japon          | 2828    | Coulé     |
| 1er août 1917    | Rokeby           | United Kingdom | 3786    | Endommagé |
| 4 août 1917      | British Monarch  | United Kingdom | 549     | Coulé     |